# Gerresheim
Gerresheim è un quartiere (Stadtteil) della città tedesca di Düsseldorf, appartenente al distretto 7.
Nella basilica di Santa Margherita si conserva il cosiddetto Crocifisso di Gerresheim, una delle croci monumentali più antiche esistenti, risalente al 960-970.